# Groveland (Idaho)
Groveland – jednostka osadnicza w Stanach Zjednoczonych, w stanie Idaho, w hrabstwie Bingham.